# Glanzvogelartige
Die Glanzvogelartigen (Galbuloidea, Syn.: Galbuli, Galbulae, Galbuliformes) sind eine Unterordnung der Spechtvögel (Piciformes).

## Merkmale
Im Körperbau ähneln die Glanzvogelartigen den Eisvogelartigen. Sie sind klein und kompakt gebaut, die breiten Flügel ähneln denen der Spechte. Die winzigen Füße tragen vier mit Krallen besetzte, paarig angeordnete Zehen. Anders als die übrigen Spechtvögel können sie nicht gut klettern, ihre Beine sind schwach und die Schwanzfedern nicht verstärkt, im Gegensatz zu den Spechten, die sich mit dem Schwanz an Bäumen abstützen. Der Schnabel ist lang und speerförmig. Die schlitzförmigen Nasenöffnungen werden von Borsten bedeckt, an der Kehle ist ein Büschel längerer Federn. Alle Vertreter der Glanzvogelartigen haben einen Augenring. Ihr Gefieder ist dunkel und vorwiegend bräunlich oder grün schillernd.

## Lebensweise und Verbreitung
Glanzvogelartige sonnen sich auf Ästen oder halten in Wassernähe Ausschau nach Insekten wie zum Beispiel Schmetterlingen, Fliegen und Käfern.
Die Vögel graben Nisthöhlen in Uferböschungen und in Bauten von baumbewohnenden Termiten. In die enge Brutkammer legen sie zwei bis vier Eier. Die Jungen schlüpfen mit Daunengefieder, sie sind Nesthocker. Manche Arten brüten in Kolonien, besonders die Faulvögel aus der Gattung Monasa, die sich sogar bei der Aufzucht von fremden Jungtieren beteiligen.
Sie sind nur in den tropischen Regenwäldern und Baumsavannen im nördlichen Südamerika und in Mittelamerika beheimatet.

## Systematik
Die Glanzvogelartigen sind eine Unterordnung der Spechtvögel (Piciformes), die Merkmale der Eisvogelartigen und der Spechte vereinigen. Sie enthält folgende Familien und Gattungen:
- Glanzvögel (Galbulidae)
  - Brachygalba
  - Galbalcyrhynchus
  - Galbula
  - Jacamaralcyon
  - Jacamerops
- Faulvögel (Bucconidae)
  - Bucco
  - Chelidoptera
  - Hapaloptila
  - Hypnelus
  - Malacoptila
  - Micromonacha
  - Monasa
  - Nonnula
  - Notharchus
  - Nystalus